# Ferrari 456
Ferrari 456 a 456M byl dvoudveřový GT automobil s motorem vpředu. Typ 456 se vyráběl od roku 1992 do roku 2003. Nahradil typ 412, který byl prémiový čtyřsedadlový automobil s dvanáctiválcovým motorem uloženým vpředu. Modernizovaný typ 456M byl nahrazen v roce 2004 typem 612 Scaglietti. Byl posledním typem s vysouvacími světlomety.

## 456
Původní model 456 s designem od Pininfariny byl k dispozici ve dvou verzích – GT a (od roku 1996) GTA. Rozdíl v názvech označuje typ převodovky: starší typ měl šestistupňovou manuální převodovku a pozdější měl čtyřstupňovou automatickou převodovku navrženou ve spolupráci s firmou FF Developments, v Livonii (Michigan) (která byla později koupena firmou Ricardo Engineering ve Velké Británii). Toto byla v pořadí pouze čtvrtá nabízená automatická převodovka v automobilech Ferrari.

### Motor
5,5litrový dvanáctiválcový motor byl odvozen z šestiválce z Dina. Maximální rychlost přes 300 km/h jej dělala nejrychlejším čtyřsedadlovým automobilem na světě. V době svého vývoje to byl nejvýkonnější silniční automobil Ferrari (kromě supersportu F40).
- Objem: 5 474 cm3
- Počet válců: 12 uspořádaných do V
- Počet ventilů na válec: 4
- Max. výkon: 325 kW (442 k) při 6 250 ot/min
- Max. točivý moment: 550 Nm při 4 500 ot/min

### Jízdní vlastnosti
- Max. rychlost: přes 300 km/h
- Zrychlení z 0 na 100 km/h: 5,2 s
- 400 m s pevným startem: 13,3 s
- 1 000 m s pevným startem: 23,3 s

Název 456 je odvozen z faktu, že každý válec motoru má 456 cm3. Tohle bylo naposledy, kdy Ferrari užilo tento druh značení. Jedná se v podstatě o méně výkonný motor, z kterého vycházeli při vývoji motoru, který můžeme najít v modelech 550 a 575M. Navzdory jeho skvělým vlastnostem, je motor málo namáhaný, což z něj dělá velmi spolehlivou pohonnou jednotku.
Rám je tvořen ocelovými trubkami a hliníkovými panely karoserie. Jednotlivé panely jsou k rámu přivařeny pomocí speciální výplně zvané feran, která umožňuje svařit hliník a ocel.
Celkem bylo vyrobeno 3 289 vozů všech verzí. Patří mezi ně 456 GT (1 548 ks), 456 GTA (403 ks), 456M GT (688 ks) a 456M GTA (650 ks).

## 456M

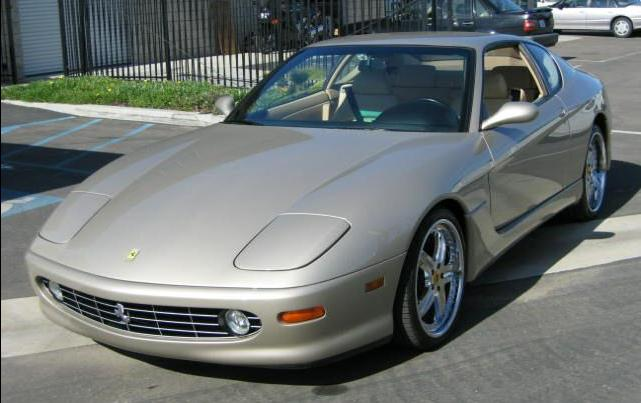
1999 Ferrari 456M

Upravený model 456M se objevil v roce 1998, začínal s číslem karoserie 109589. Bylo provedeno mnoho změn, aby se zlepšila aerodynamika a chlazení. Interiér – také od Connolly Leather – dostal nové sedačky a další vymoženosti (méně budíků na palubové desce a nové rádio Becker umístěné před řadicí pákou, namísto za ní, jako u vozu 456 GT). Některé změny jsou vidět na prvních dvou obrázcích. 456 má menší masku chladiče a mlhovky umístěné mimo ní. 456 má také na rozdíl od 456M průduchy v kapotě. Spojler na podvozku je u 456M přidělán na pevno, zatímco u 456 je motorizován a svojí funkci začíná plnit až při rychlosti nad 105 km/h.

## Vzácné typy karoserií

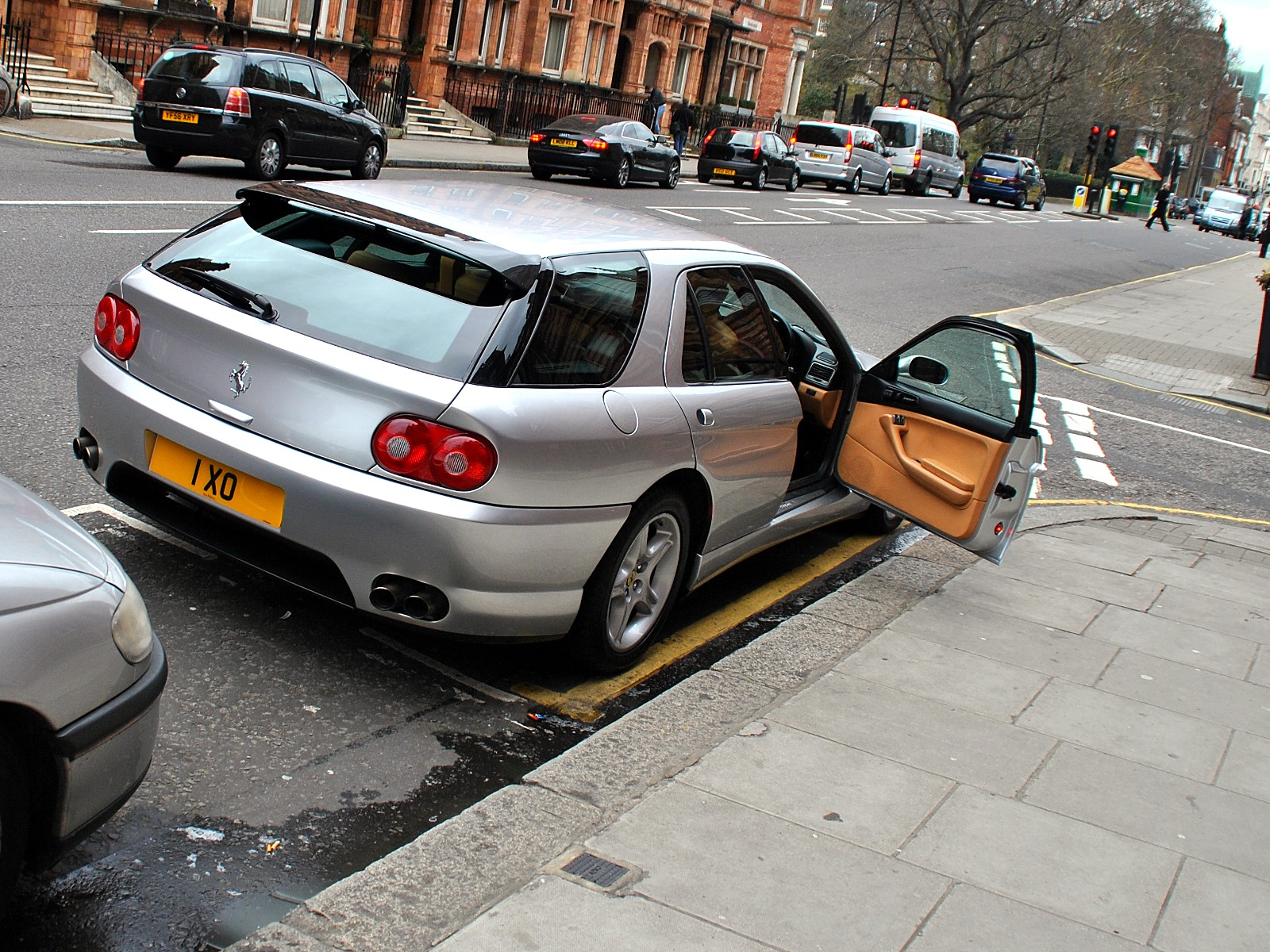
Vzácná verze 456 GT Venice vyfocená v Londýně

I když 456 kupé bylo jedinou verzí vystavovanou v autosalonech, existují čtyři další vzácné typy karoserií:
- Nejvzácnější je Ferrari 456 GT Sedan. Dva čtyřdveřové sedany byly vyroben Pininfarinou speciálně pro Nafsas Al Khaddaja z Belgie. Jsou jedinými známými exempláři Ferrari 456 sedan.
- Bylo také vyrobené Kombi nazvané Ferrari 456 GT Venice. Byla vyrobena jen hrstka těchto vozů Pininfarinou. Princ Jefri Bolkiah z Bruneje si jich objednal postavit sedm. Potom co je Pinifarina navrhla a postavila, si jich princ zakoupil jen šest. Říká se, že Sultan zaplatil za jeden kus kolem 1,5 milionu dolarů.
- Existuje také kabriolet nazvaný Ferrari 456 GT Spyder. Dvě tato auta vyrobila Pininfarina speciálně pro brunejského Sultána. Ještě další dvě auta byla předělána na kabriolet firmou R. Straman Company (Costa Mesa, Kalifornie). Boxer Mike Tyson jedno takové koupil.
- Typ targa byl dalším typem předělaným z 456GTA. Úpravy ještě zahrnovaly vyjmutí zadních sedadel, aby se přední sedadla mohla posunout dál, a také zakázkový audiosystém.

## Ocenění
Motor 5.5 L V12 vyhrál ve třídě „nad 4 litry“ v mezinárodní soutěži Motor roku v roce 2000 a 2001.